# Poolesville
Poolesville es un pueblo ubicado en el condado de Montgomery, Maryland, Estados Unidos. Tiene una población estimada, a mediados de 2021, de 5708 habitantes.

## Geografía
La localidad está ubicada en las coordenadas 39°8′31″N 77°24′38″O / 39.14194, -77.41056.

## Demografía
Según la Oficina del Censo, en 2000 los ingresos medios de los hogares de la localidad eran de $85,091 y los ingresos medios de las familias eran de $88,916. Los hombres tenían ingresos medios por $60,596 frente a los $42,051 que percibían las mujeres. Los ingresos per cápita para la localidad eran de $30,211. Alrededor del 2.6% de la población estaba por debajo del umbral de pobreza.
De acuerdo con la estimación 2017-2021 de la Oficina del Censo, los ingresos medios de los hogares de la localidad son de $201,607 y los ingresos medios de las familias son de $209,219. Alrededor del 0.5% de la población está por debajo del umbral de pobreza.